# Bente Kvitland
Bente Kvitland, född den 23 juni 1974, är en norsk fotbollsspelare. Vid fotbollsturneringen under OS 2000 i Sydney deltog hon i det norska lag som tog guld.